# Assedio di Bergamo

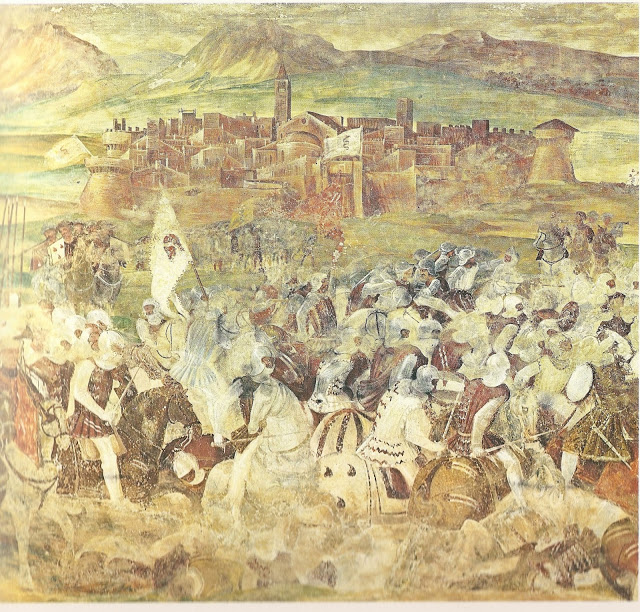
Affresco del Castello di Malpaga

L'Assedio di Bergamo fu un evento delle guerre di Lombardia del 1437 che vide le truppe del Ducato di Milano, guidate da Niccolò Piccinino, attaccare Bergamo, fallendo.

## Gli eventi
Dopo circa quindici anni di pace le truppe ambrosiane si apprestavano a provare a riottenere la Lombardia orientale, con 25'000 uomini, la metà cavalieri. Le truppe della Repubblica di Venezia si ritirarono per la grandezza del nemico, obbligando Bergamo a difendersi da sola.
Milano attacca dunque la bergamasca, ottenendo parte della bassa e la Valle Imagna, anche tramite alcuni negoziati. A ottobre provano a conquistare anche la Val Seriana, venendo respinti con grandi perdite.
Sempre alla fine del mese il Piccinino si avvia all'attacco di Bergamo, le cui milizie si preparano alla difesa, guidate da Bartolomeo Colleoni. I milanesi vengono respinti e si riparano nelle valli, dove però vengono presi d'assalto a sassate da alcuni partigiani.
Dopo altre scaramucce di confine Milano rinuncia ai propositi di conquista con la Pace di Cremona nel 1441, con il confine tra le due Lombardie segnato dall'Adda. Salito però al trono Francesco Sforza nel 1450 le guerre riprendono temporaneamente, fino al 1454 quando la Pace di Lodi garantisce una pace duratura tra le due potenze.